# Manuel Giúdice
Manuel Giúdice (Córdoba, 15 luglio 1918 – Buenos Aires, 27 giugno 1983) è stato un allenatore di calcio e calciatore argentino, di ruolo centrocampista.
Da calciatore vince un titolo argentino con il River Plate (1945) e un paio di Copa Adrián C. Escobar, ma i suoi maggiori successi li coglie da manager: alla guida dell'Indipendiente vince il campionato 1963 e due Libertadores consecutive (1964 e 1965), perdendo le Coppe Intercontinentali del 1964 e del 1965, entrambe contro l'Inter del Mago Helenio Herrera.
Nel 1968 vince il campionato Nacional alla guida del Vélez Sarsfield: è il primo titolo nella storia del club.

## Palmarès

### Giocatore
- Campionato argentino: 1

River Plate: 1945

### Allenatore

#### Competizioni nazionali
- Campionato argentino: 2

Independiente: 1963
Vélez: Nacional 1968

#### Competizioni internazionali
- Coppa Libertadores: 2

Independiente: 1964, 1965